# البترول الباكستانية
شركة البترول الباكستانية المحدودة هي شركة بترول باكستانية مملوكة للدولة. تم تأسيسها في 5 يونيو 1950، عندما ورثت أصول والتزامات شركة نفط بورما المحدودة التي تمتلك في البداية 70٪ من الحصة مع الباقي في الغالب المملوكة من قبل حكومة باكستان (GoP). اعتبارًا من يونيو 2011، استحوذت GoP على 70.66٪ من الأسهم.
يقع المقر الرئيسي للشركة في كراتشي . تعمل الشركة في حقول النفط والغاز الرئيسية، بما في ذلك حقل غاز سوي، ولديها مصالح غير تشغيلية في الحقول الأخرى، ولها مصلحة في محفظة الاستكشاف البرية والبحرية. المدير الإداري للشركة يقدم تقاريره إلى وزير البترول الباكستاني .

## روابط خارجية
- الموقع الرسمي